# Раднички покрет у Пироту
Раднички покрет у Пироту је покрет радника Пирота који постоји од 1903. године.

## Историјат
Када је у питању пиротска привреда, крајем 19. века и почетком 20., пре свега треба поменути ћилимарство, производња платна и претница, кожарски занат, бојаџински занат, производња млечних производа и лончарство. Нажалост, пиротско становништво чак и поред донекле развијене трговине, занатства и манифактуре, се одлучује на "печалбу", односно одлази у иностранство да раде.

### Радничко друштво Пирот
Ђока Поповић, тадашњи кројач је развио покрет радника у Пироту. Како је студирао у Бечу, при повратку је видео у каквим условима раде пиротски радници, те их је организовао и ширио социјалистичку пропаганду.
"Првобитно груписање радника вршено је најнепосредније, Ђока Поповић је прво заинтересовао Ђоку Тошића, кројачког радника, који је код њега радио, а овај је био у вези са Драгутином Пејићем, машинским браваром, Јефтом Ранчићем, кројачем и тако се група повећавала, уз повећање броја књига и брошура које су се куповале, да би се затим дискутовало о њима. Многи су добијали "Раднички лист", "Радник", "Раднички календар", "Једнакост". Број кружока постепено се повећавао и то углавном од терзиских радника, а пропаганда радничког покрета ширила се по радионицама, кућама, по улицама а у већини случајева појединачно".
1901. је Поповић организовао велики састанак где се причало о положају радника. Следеће године су основали Радничко друштво које је у то време било треће после београдског и јагодинског. Тада су чланови друштва желели да направе прославу Првог маја. Направили су два правилника који је одређивао циљ и задатак друштва.
Просветно радничко друштво је у Пироту основано 1902. маја месеца на збору код "Свињаревог бунара". Резултати овог друштва су ускоро дошли до изражаја када су почели да организују предаваша о стручним радничким удружењима, о економској борби радника и о радничкој солидарности.
Радничко друштво прекида свој рад до 1903. године.
Како се у свим градовима оснивају Социјалдемократске партије у Србији, у Пироту је ова партија донела оснивање синдиката 1903. године. Синдикат је захтевао борбу против експлоатације и малтретирања од стране послодаваца док друштво то није радило те је главни облик радничког покрета постао синдикат. У Пироту су чланови синдиката били Ђока Поповић, Ђока Тошић и Јефта Ранчић. Послодавци су неретко избацивали са посла људе који су учлањени у неки облик синдикалне организације. 
Привреда у Пироту је у то време била ситносопственичког карактера. Послодавци су код банака узимали кредите, имајући јефтину радну снагу па су могли да зарађују за себе и своје повериоце па се дешавало да цена произвоа занатлија буде нижа и за једну трећину од цене истих производа у другим градовима.
"Казанџије купују преражени бакар по 2,40 а израђен еспап продају по 2,80 а највише 3 динара кило. Обућаре материјал кошта за пар ципела од бокса 11-12 динара а продају готове ципеле за 15-16 динара. Кројаче кошта штоф и цугер за пар одела по 50-55 динара а продају га 65-70 динара".

### Покрет од 1904—1907.
Са оснивањем партијске организације, покрет је интензивирао рад а пропаганда је била велика. Крајем 1903. је оформљен и пододбор синдиката: терзијски, обућарски, кожарско-прерађивачки, кројачки, казанџијски, металски и платнарски.
На подручју Пирота бојкоти се ређају 1906. године. У том периоду су штрајковали углавном обућарски и терзијски радници. Најдруготрајнији штрајк је избио јануара 1906. године обућарских радника а трајао до априла 1907. Руководилац штрајка је био пододбор Савеза кожарско-прерађивачких радника. У штрајку је учествовало 49 радника и 13 ученика. Марта 1907. су захтеви радника победили те су послодавци потписали тарифе плаћања.
Један од масовнијих штрајкова, који су одредили прецизно радно време и повећање плата, јесте штрајк терзијских и памуклијашких радника. Штрајк је почео 26. августа 1906. године и трајао је 39 дана. Учествовало је 159 радника. Послодавци су покушали да сломе Синдикат терзијских радника повезивањем преко летећих меница, постављајући услов да сви послодавци отпусте синдикално организоване раднике а ко то не учини, треба да плати меницу. Димитрије Туцовић је чак писао о овом догађају у свом извештају за 1906. годину: "Где ова застарела еснафска организација није могла помоћи да се за време штрајкова одржи једнодушност и упорност у логору многобројних сопственика радионица, предузетници су употребљавали једно средство које је у Србији још ново. Они су измењивали међусобно потписане менице тако да би сваки ко би без потписане вештине предузетника потписао радничке захтеве, морао да плати меницу". Упркос отпора послодаваца, штрајкачи нису поклекли. Циљеви радника у овом штрајку нису остварени али су послодавци услед великих губитака, почели поново да примају раднике на посао.

### Покрет од 1908—1911.
Током 1901. Синдикални покрет Пирот знатно јача те на крају те године броји 139 чланова. Почетком 1910. одржана је редовна скупштина терзијских, јорганџијских и памуклијашких радника. На скупштини је извшрена анализа стања у организацији и дотадашњи успеси. Одлучено је да управе одбора морају да развију агитацију путем зборника и предавања као и за агитацију растурања штампе и књига којима ће се радници класно просветити и оспособити за борбу.
Априла 1911. Пирот посећује и Лука Павићевић и у опису који даје, помиње тадашње стање у вароши: "У Пироту нема ниједне двоспратне зграде, куће су ниске, трошне, најчешће и неокречене и ћерамидом покривене. Човек има утисак да се налази у некој турској касаби осуђеној на умирање и пропаст. Као да је то варош беде и смрти. Људи масовно умиру од глади. Лажна банкротства и код мајстора и код трговаца су врло честа. Осим ових изузетака, сви остали живе бедним животом, хранећи се хлебљу, сољу и паприком".
"Смртност је велика; најчешће радници умиру од жутице и од туберкулозе. Једино социјалистички просвећена класа биће способна за борбу и биће у могућности да од вароши глади створи варош живота".
Те исте године: Десанка Милутиновић из Пирота бива изабрана као секретар конференције жена социјалиста; пиротска организација ССДП створила фонд за куповину партијског дома; распламсала се штрајкачка борба терзијских радника.

## Примена закона о радњама
Закон о радњама је донесен 1. јула 1911. године а за сталног члана из пиротског округа је изабран Милан Митић, терзијски радник.
Због непоштовања Закона, пролетеријат Пирот је имао демонстрацију 4. септембра 1914. године. Поворка је ишла од Тијабарске капије до Пазарске пијаце а демонстранти су гласно узвикивали против владе. У резолуцији коју је збор донео захтева се постављање привредне инспекције која ће контролисати докле се стигло са спровођењем Закона а влади и њеном министру ставља се до знања да се радничка класа неће смирити док јој не буду испуњени сви захтеви. 
Закон о радњама је предвидео и стварање Судова добрих људи 1912. године а из Пирота су за тај суд изабрани: Панта Петровић, обућарски радник, Петар Петровић, казанџијски радник, Милисав Славковић, лончарски радник и Никола Здравковић, платнарски радник.
Борба за поштовање овог закона била је веома жива, радници су били активни па су организовали уличне демонстрације, бојкоте и штрајкове.
"Требало је водити борбу за поштовање овог закона, јер ни послодавци навикнути на неограничено радно време, које се за време сезоне протезало до 16 часова дневно, нисмо имали вољу да време рада скрате на 10 сати дневно као и то да свога радника морају осигурати ради помоћи, у случају болести јер су поред плате радника , већи део улога морали платити... Многи су радници и сами ишли на то да избегну упис на осигурање јер један део уплате сносили су радници. Требало је много рада и убеђивања радника да би се осигурали у уред".

## Покрет после ратова
Услед балканских ратова али и колере, пиротски покрет је стагнирао. Тек децембра 1913. се врше покушаји оживљавања покрета у Пироту. Од синдикалних пододбора обновили су рад кројачки, кожарски, металски, терзијски, ћурчијски и дрводељски пододбор. На првомајској прослави 1914. године је месна организација ССДП окупила преко 1000 људи.